# Tczewski
Tczewski là một huyện thuộc tỉnh Pomorskie của Ba Lan. Huyện có diện tích 697 km². Đến ngày 1 tháng 1 năm 2011, dân số của huyện là 113781 người và mật độ 163 người/km².